# Khandra
Khandra è una suddivisione dell'India, classificata come census town, di 13.490 abitanti, situata nel distretto di Bardhaman, nello stato federato del Bengala Occidentale. In base al numero di abitanti la città rientra nella classe IV (da 10.000 a 19.999 persone).

## Geografia fisica
La città è situata a 23° 38' 23 N e 87° 13' 39 E.

## Società

### Evoluzione demografica
Al censimento del 2001 la popolazione di Khandra assommava a 13.490 persone, delle quali 7.294 maschi e 6.196 femmine. I bambini di età inferiore o uguale ai sei anni assommavano a 1.722, dei quali 868 maschi e 854 femmine. Infine, coloro che erano in grado di saper almeno leggere e scrivere erano 7.704, dei quali 4.850 maschi e 2.854 femmine.